# Alejandro Yovera Flores
Alejandro Yovera Flores (Tambogrande, Piura; 25 de mayo de 1966) es un ingeniero industrial y político peruano. Fue congresista de la república por Huánuco desde julio del 2011 hasta junio del 2015, siendo desaforado por el delito contra la administración pública y reemplazado por Karina Beteta.

## Biografía
Nació en la ciudad de Tambogrande, ubicado en el departamento de Piura, el 25 de mayo de 1966.
Cursó sus estudios primarios y secundarios en su localidad natal. Entre 1985 y 1990, Yovera cursó estudios superiores de Ingeniero industrial en la Universidad Nacional José Faustino Sánchez Carrión de la ciudad de Huacho.

## Participación en la política
Su primera participación política fue en las elecciones regionales del 2010 cuando se presentó como candidato a vicepresidente regional por el Movimiento Político Hechos y no Palabras junto a la candidata Máxima Violeta Garay Valdez perdiendo la elección en segunda vuelta.

### Congresista de la República
En las elecciones generales del 2011, fue electo congresista de la República por Huánuco como parte de la lista del partido fujimorista Fuerza 2011.
En su labor legislativa, fue secretario de la Comisión Agraria y miembro de varias comisiones congresales. En 2012 renunció a Fuerza 2011 y se integró a la bancada de Acción Popular - Frente Amplio, donde luego fuera separado temporalmente debido a sus cuestionamientos.

## Desafuero y Sentencia
En el año 2015, Yovera fue condenado por el delito contra la administración pública en la modalidad de falsa declaración en procedimiento administrativo al mentir en su hoja de vida cuando se presentó como candidato al Congreso. Se le impuso la pena de inhabilitación para ejercer cargo público por dos años y dos años de prisión suspendida. En consecuencia, se declaró su vacancia del cargo de congresista de la República convocándose en su reemplazo a la accesitaria Karina Beteta.